# سالمندمحوری
سالمندمحوری (انگلیسی: Adultcentrism) یک خودمحوری اغراق‌آمیز بزرگسالان است، از جمله اعتقاد به این که دیدگاه بزرگسالان به‌طور ذاتی در مقایسه با کودکان و جوانان بهتر است. این اصطلاح برای توصیف نوع برخورد کودکان و نوجوانان در مدارس، خانه‌ها و مراکز اجتماعی به کار می‌رود. با این حال، سالمندمحوری همیشه بر اساس این تفکر که رویکردی را در قیاس با نوجوانان خوب یا بد توصیف کند نیست.

## تعریف

### تعصب بالقوه
در فعالیت‌های اجتماعی، سالمندمحوری به عنوان یک تعصب بالقوه در فهم و پاسخ دادن به کودکان شناخته شده‌است. گفته می‌شود این تعصب از سنین کودکی تا بزرگسالی گسترده‌است. تفاوت‌ها، از جمله زبان، سبک‌های ارتباطی و دیدگاه نسبت جهان، می‌تواند مانعی برای غلبه بر اختلافات ایجاد کند، به جای اینکه اجازه دهند که کودکان به سادگی نظر خود را به اشتراک بگذارند. سالمندمحوری بر پایه دیدگاهی مبتنی بر ناتوانی جوانان و ضعف آنان در تأثیرگذاری بر سیستم‌های اقتدار سالمندان ایجاد شده‌است. این امر موانعی را برای کارایی مؤثر کودکان ایجاد می‌کند.

### خودخواهی
به نظر می‌رسد که سالمندمحوری به خود محوری و خودخواهی بستگی دارد. جایی که فرد، دیدگاه‌ها، نیازها و باورهای شخصی خود را نزد دیگران مطرح می‌کند. همچنین قوم گرایی، که اعتقادات فرهنگی و اجتماعی فرد را پیش روی دیگران قرار می‌دهد.

### نظرگاه
یکی از نویسندگان دربارهٔ سالمندمحوری چنین یکی از محققان در این باره گزارش می‌دهد:
«سالمندمحوری در مشکلات جاری سازمان‌هایی نشان داده می‌شود که تجاربی در مشورت دادن برای کودکان دارند. سازمان‌هایی که دربارهٔ تصمیم‌های مهمی که بر زندگی کودکان تأثیر می‌گذارد، رهنمود می‌دهند. حتی پس از آموزش و توسعه سیاست‌های حقوق و مشارکت کودکان، تأثیر سالمندمحوری در این رهنمودها وجود داشته‌است.»

## زمینه‌های استفاده

### درمان شغلی
در زمینه درمان شغلی گفته شده‌است که سالمندمحوری «محققان را به نادیده گرفتن توانایی‌های کودکان می‌راند. به گفته یکی از محققان،» این موضع را می‌توان زمانی مشاهده کرد که محققان بر این باورند که همه آنچیزهایی را که باید در مورد کودکان بدانند، از پیش می‌دانند. زیرا آن‌ها خود کودک بوده‌اند. تحقیقات همچنین نشان داده‌است که این بزرگسالان همیشه بر همان نظریات خود استوار می‌مانند؛ بنابراین یک نوع تبعیض از سوی بزرگسالان علیه کودکان اعمال می‌شود. در رابطه با درمان شغلی، سالمندمحوری باعث شده که ادبیات بزرگسالان بر ادبیات خانواده تسلط یابد و گرایش بزرگسالان و دیدگاه‌ها از منظر بزرگسالان توصیف شود و در نتیجه به این که کودکان و نوجوانان چگونه چیزها را درک می‌کنند بی‌توجهی شود.

### آموزش و پرورش
سالمندمحوری همچنین در زمینه‌های آموزش و پرورش، سلامت روان، جامعه‌شناسی جامعه و توانمندسازی کودکان اهمیت فراوانی دارد. یک متخصص امور بین الملی می‌گوید کودکان، با توجه به موضوع اصلی بحث سالمندمحوری، به عنوان پدیده‌ای متعلق به «آینده» دیده می‌شوند و نه حال؛ بنابراین در موقعیت کنونی خود انسان کامل محسوب نمی‌شوند که بتوانند انتخاب کنند. مسن بودن آن‌ها عبور از دوران نخستین آن‌ها ارزیابی می‌شود؛ و آن‌ها اغلب به عنوان باری بردوش جامعه محسوب می‌شوند. بر اساس این مفهوم، رهبران آموزش، معلمان، اعضای هیئت مدیره مدرسه و مدافعان اصلاح … خواستار پیشرفت‌های مشابه، وظایف مشابه و پاسخگو بودن هستند، اموری که همیشه به آن توجه داده شده‌است از این‌گونه است: «افزایش استانداردسازی، علل کاهش انگیزه دانش آموزان و علل افزایش خستگی معلمان .»

### سازمان‌های تحت رهبری جوانان
شمار روزافزونی از سازمان‌های توانمندسازی جوانان و سازمان‌های تحت رهبری جوانان، سالمندمحوری را در مرکز تحلیل‌های خود قرارداده‌اند. یکی از این سازمان‌ها، به نام انجمن ملی حقوق جوانان، مشخص می‌کند که سالمندمحوری باعث می‌شود که در اجتماع بشری کلمهٔ انسان همیشه تصویری از یک بزرگسال را داشته باشد نه یک کودک یا یک جوان.
شما وقتی می‌خواهید از جوانان صحبت کنید از کلمه جامعه استفاده می‌کنید.
زمینه «روانشناسی» به بزرگسالان تعلق یافته‌است؛ مطالعه جوانان به عنوان روانشناسی «توسعه» بررسی می‌شود. … پله‌ها، کلیدهای برق و چراغهای اتاقها، علائم اتوبوس‌ها، دستشویی‌ها، نمادهای بین‌المللی برای «مردان» و «زنان» در درب‌های حمام - همه با توجه به بزرگسالان طراحی شده‌اند. یعنی تصویر انسان در آن‌ها تماماً بزرگسالان هستند.